# ハロージャドゥ
『ハロージャドゥ』（朝鮮語: 안녕 자두야、英語: Hello Jadoo）は2011年から2016年まで3シーズンに分けて韓国SBSで放送されたテレビアニメである。

## 概要
原作は漫画家イ・ビンが手掛けた1997年発表の同名の漫画で、物語の背景は漫画家の幼少期の記憶をもとにしたフィクションで、1978年から1980年代、ソウル市の黒石洞が舞台である。
全4シーズンに分かれており、第1シーズンは2011年7月18日 - 2011年12月13日、2012年5月23日 - 2012年8月8日、第2シーズンは2012年9月19日 - 2013年4月26日、第3シーズンは2015年11月9日 - 2016年2月1日、第4シーズンは2018年とそれぞれ放映されており、その後も台湾や香港などでも放映された。
2016年5月4日には劇場版も公開された。2020年に小説版の『ジャドゥの日記帳』(朝鮮語: 자두의 일기장)がアニメーションで公開された。

## 登場人物

### ジャドゥの家族

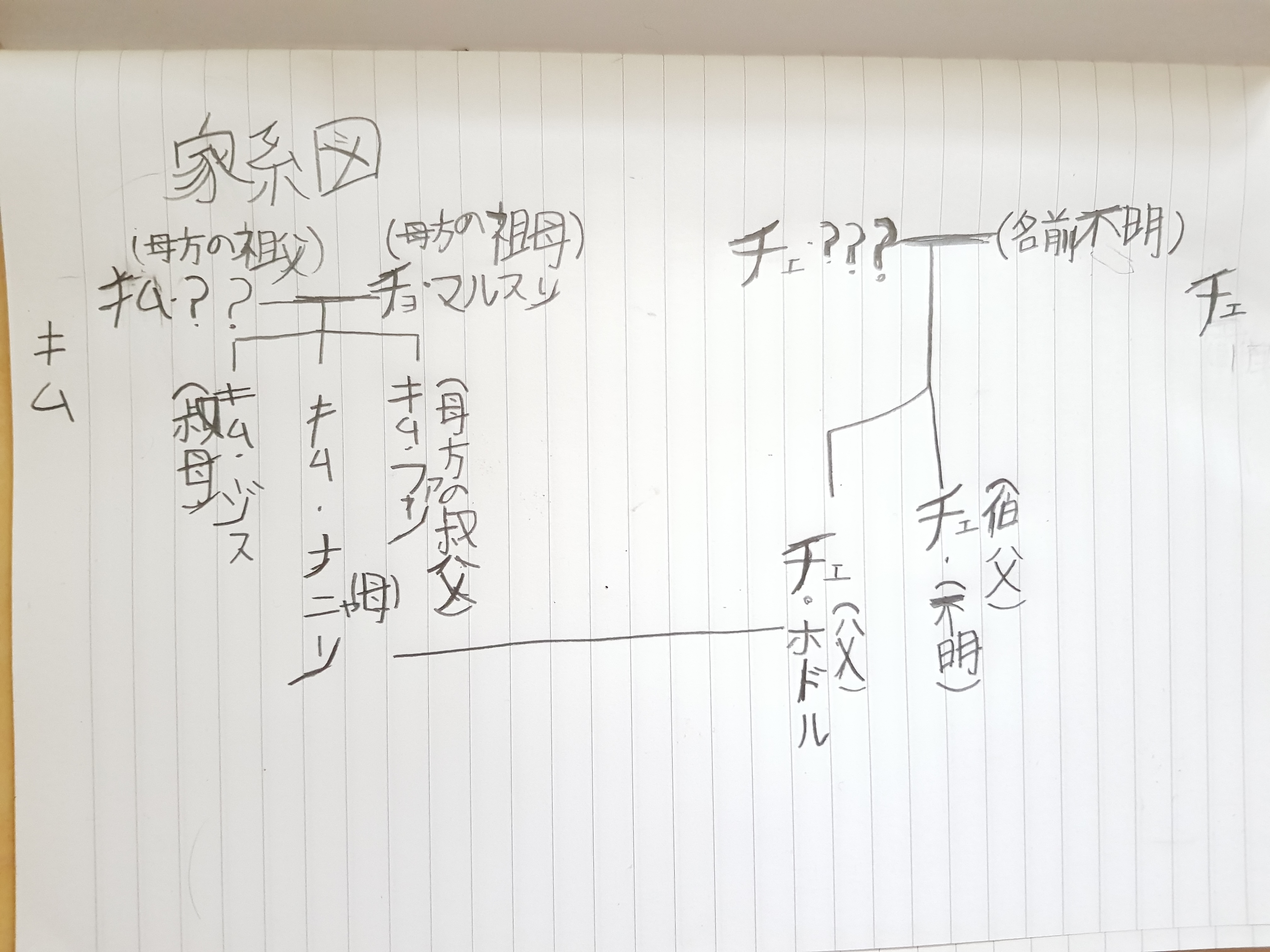
非公式の家系図の写真

チェ・ジャドゥ(최자두/Jadoo Choi）
主人公。鶴山小学3年生の10歳の少女であり、3人兄弟の長女である。元気いっぱいで明るい性格で、いたずらも好きであり、いつも母であるナニャンに怒られている。絵を描くことやダンスも結構うまい。全国子供美術大会で最優秀賞をもらったこともある。
また、味覚もとてもいい。「ブレッドジャドゥ(브레드 자두)」編では、道端で安く売られているクリームパンを食べて、そのパンが実は有名なVベイカリーのパンだということを何も知らないまま当てたこともある。
しかし、勉強が苦手であり、いつも学校の宿題を忘れては両腕を上げる罰を受けている。クラスメートとは仲が良く、友達のリーダー的存在であるが、ユンソクにはいつも嫌がらせに遭われており、彼と激しく衝突している。ミンジとは親友である。
ジャドゥ(자두)は朝鮮語で「すもも」という意味である。
チェ・ミミ(최미미/Mimi Choi)
ジャドゥの妹で8歳。ジャドゥのいたずらを母にいつも言いふらし、ジャドゥに怒られるが、ジャドゥを責任感があるお姉さんとして慕っている。
チェ・スンギ(최승기/Seunggi Choi）
ジャドゥの弟で5歳。3人兄弟のなかでは一番の末っ子。性格は穏やかで、父のホドルとそっくりであり気遣いがある。汚いものが嫌いであり、38話では傷んだ服装や体も洗っていない不潔な少女を嫌がっていたが、少女がスンギの心が分かるとスンギも仲直りした。性格は3人兄弟の中ではとっても泣き虫であり、家族の中で最も鋭い上にお金好き。
チェ・ホドル(최호돌/Hodol Choi)
ジャドゥの父で40歳。会社員を務めている。同僚とお酒を飲むことが好きであり、母のナニャンを恐れている。性格は温厚であるが天然ボケである。
チェ・ナニャン(김난향/Nanhyang Kim)
ジャドゥの母で39歳の専業主婦である。一家の大黒柱で気が強く怒らせると怖いが、子供を心から愛している優しい面もある。
ヌルンジ(누룽지/Nurungji)
ジャドゥが飼っている猫。ジャドゥは「トム」という名前も考えた。

### ジャドゥのクラスメート・その他
キム・ミンジ(김민지/Minji Kim)
ジャドゥのクラスメートで、ジャドゥの親友である少女。性格は几帳面で学校での成績も良い。将来の夢は科学者になることである。ヘビーメタル好き。
イ・ユンソク(이윤석/Yunseok Lee)
ジャドゥのクラスメートで、クラスの学級委員でもある少年。スポーツは万能でクラスメートの女子に人気だがジャドゥに対してはいつも嫌がらせを行っており、彼女と衝突している。またクラスメートのチャン・ソンフンに対しては「女みたい」という理由でかなり嫌っており、彼に手を出そうとは思っていない。一方ソンドルとは仲がよい。アニメではよく目立つキャラクターである。
チャン・ソンフン(장성훈/Seonghun Chang)
ジャドゥのクラスメートで、外見が女の子っぽいオレンジがかった金髪の中性的な少年。実家は金持ちで、内気で恥ずかしがり屋な性格である。シーズン1の第3話からの登場で他校からの転校生。いつもジャドゥに意地悪されており、ジャドゥに対しては最初は苦手意識を持っていたが、体育の時間でジャドゥがサッカーで泥まみれになった時に顔を洗った後、苦手意識は薄れ、ジャドゥを好きになった。ユンソクは「女みたいだから」という理由で彼をとても嫌っている。ジャドゥから渡されたカタツムリを飼っており、カタツムリに暴力を加えたユンソクに対し、普段は内気な彼でも怒り、ユンソクをやっつけようとするがジャドゥによって懲らしめられ、その後はこの件に関してはユンソクと和解することになる。彼は親切な性格でもあり、正式な親友ではないもののミンジとも仲がよい。アニメではジャドゥやユンソクに比べ登場回数が少ない。
キム・ソンドル(최선돌/Seondol Choi)
ジャドゥのクラスメートで、食いしん坊の少年。ニックネームは「돌돌」(ドルドル)で普段はこの愛称で呼ばれている。スポーツが好きでスポーツ万能のユンソクとは仲がよい。ジャドゥに対しては時にはライバルであるものの親しい関係である。
イ・ウニ(이은희/Eunhee Lee)
ジャドゥのクラスメートで、お姫様病の少女。実家はチャン・ソンフン同様金持ちであり、性格は自己中心的でわがまま。ジャドゥに対しては敵対心を持つこともあり、クラスメートと手を組むこともある。
タルギ/ユン・ソゥンギ(딸기/윤순기/Ttalgi)
ジャドゥのクラスメートで、自宅はパン屋を経営している眼鏡をかけた少年。本名はユン・ソゥンギ。性格は内向的であり、恥ずかしがり屋でお人よし。彼はいつも明るい性格のジャドゥを羨ましがっている。ちなみに、ニックネームの「タルギ」とは韓国語で「イチゴ」を意味し、彼の頭がイチゴのような形であることに由来する。
イ・ミジャ(이미자/Mija Lee)
ジャドゥのクラスの女性担任教師。温厚な性格であり、ジャドゥのいたずらには困っているが、ジャドゥの潜在能力に気付いている。
キム・ファン（김환/Hwan Kim）
ジャドゥの母方の叔父で、チャラすぎる。顔にそばかすができており、有名なギタリストになりたいと思っている。他のキャラクターに本名ではあまり呼ばれない代わりに「(ジャドゥの) 母方の叔父」と呼ばれる。
シン・ジョヨン(신조영/Joyeong Sin)
ジャドゥのクラスメートである。鼻が大きい。ソンドルとたまにチームを作る。
ジンア(진아/Jina)
年齢はスンギと同じ。
副委員長 (부반장)
ジャドゥのクラスメイトで、青い服を着て眼鏡をかけた少年である。
ソンフンの執事(성훈이의 집사)
ソンフンの執事。本名、年齢は不明。
ジン・ダレ(진달래/Dalrae Jin)
ジャドゥのクラスメートで、脱北者という設定のキャラ。「안녕 자두야: 진달래의 비밀」のみ登場する。名前の「진달래」は韓国語で「ツツジ」という意味だが、本名。性格は優しい。
パク・ロミ(박로미)
ジャドゥより年上の高校生であり、作中の人物の間で「イケメン」という評価を受けている。脇毛が多く、運動神経抜群である。これによってユンソクとソンフンが真似しようとしたことがある。シーズン3でジャドゥとちょっと恋愛をしたことがある。

## 各話リスト

### シーズン1
1. 내 이름은 최자두 私の名前はチェ・ジャドゥ
2. 엄마 VS 아빠 父さんvs母さん
3. 자두가 좋아 ジャドゥが好き
4. 내가 도둑이라고? 私は泥棒なの?
5. 우리 딸이 최고 女の子ってすごい
6. 엄마의 사과 母さんの謝り
7. 좋으면 좋다고 말해 好きっと言ったら好き
8. 나의 프라이버시를 지켜 줘 私のプライベートを守って
9. 자매 전쟁 姉妹戦争
10. 엄마 없는 하늘 아래 母がいない日
11. 자두 할머니댁에 가다 ジャドゥ 夫の家へ行く
12. 나와 함께 춤을 一緒に踊ろう
13. 자두와 병아리 ジャドゥとひよこ
14. 엄마와 자두의 한판승 母さんとジャドゥの対決
15. 천국 노래자랑 天国歌合戦
16. 내 친구 매미 私の友達 蝉
17. 아빠 사고 치다 父さん 災難に遭う
18. 남들 다하는 과외 みんなで補習
19. 공포특집 恐怖特集
20. 착해지긴 힘들어 よいことは難しい
21. 예뻐지고 싶어 きれいになりたい
22. 자두 춘향이가 된 사연 ジャドゥ チュニャンになる
23. 게임 중독 ゲーム中毒
24. 엄마의 빈자리 母さんがいない
25. 발렌타인 초콜릿은 누구에게 バレンタインのチョコは誰にあげる?
26. 나도 오빠가 있었으면 좋겠다 お兄ちゃんがほしい
27. 골드레인저 ゴールドレンジャー
28. 삼각관계 三角関係
29. 그런 슬픈 눈으로 보지 말아요 悲しい目で見ないで
30. 할머니는 무서워 おばあちゃんは怖い
31. 미미의 봄 ミミの春
32. 골드레인저 자두 ゴールドレンジャー ジャドゥ
33. 성탄절 연극 소동 クリスマスの大騒ぎ
34. 예삐를 찾아라 可愛い子を探せ
35. 선생님 돌아오세요 先生が戻ってくるよ
36. 기묘한 이야기 奇妙な物語
37. 최고의 선물 最高のプレゼント
38. 더러운 거 싫어 汚いものは嫌だ
39. 엄마 안녕 母さん さよなら

### シーズン2
1. 심봤다 みーつけた
2. 나는야 패셔니스타 私はファッションスター
3. 가을 운동회 秋の運動会
4. 자두 춘향전 ジャドゥ チュニャン伝
5. 불우이웃을 도웁시다 人助け
6. 고물우산의 노래 昔なじみの傘の歌
7. 넌 내게 반했어 君は僕に夢中
8. 잘못된 만남 カステラの対面
9. 현금 동자 おこづかい
10. 놀리지 말란 말이야 バカにしないで
11. 안녕 두두 こんにちは　ドゥドゥ
12. 누룽지 ノルンジ
13. 비극의 가을소풍 悲劇の秋の遠足
14. 우리가 바라는 아빠 私たちは父さんがほしい
15. 5월은 파랗다 憂鬱な5月
16. 봤다 안봤다 見えた 見えない
17. 엄마는 외계인 母さんはエイリアン
18. 내 우정의 방해자 友情を壊す人
19. 뛰는 놈 위에 나는 놈 上には上がある
20. 아! 여름방학 あー夏休み
21. 가난이여~제발 안녕 貧乏よ、さらば
22. 애기의 크리스마스 赤ちゃんのクリスマス
23. 닥터자의 탄생 ドクタージャドゥの誕生
24. 자두의 꿈 ジャドゥの夢
25. 아빠 힘내세요 父さん がんばれ
26. 애정이 필요해 気遣いが大切
27. 마법의 지니 精霊爺さん
28. 자두는 진짜 예언자? ジャドゥは予言者?
29. 마니또 守護天使
30. 엄마는 가구왕 母さんは大工さん
31. 가을은 민지를 슬프게 해 秋はミンジを悲しませる
32. 크리스마스의 악몽 クリスマスの悪夢
33. 자두의 일기 ジャドゥの日記
34. 쓰레기 투기범을 찾아라 ゴミを放置するやつを捕まえろ
35. 행운의 편지 幸運の手紙
36. 반항하지 말란 말이야 反抗しないで
37. 튼튼한 어린이를 찾습니다 強い子を探せ
38. 우리들만의 비밀 私たちの秘密
39. 봉숭아 물들이긴 힘들어 ホウセンカで爪染めるのって難しい
40. 스튜어디스 민지 キャビンアテンダント ミンジ
41. 엄마 아빠의 결혼기념일 소동 結婚記念日騒動
42. 캠핑이 좋아 楽しいキャンプ
43. 그게 아마 첫사랑 もしかして初恋かも
44. 오 마이 스윗홈 オーマイ スイートホーム
45. 독감예방주사 インフルエンザ予防接種
46. 눈병주의보 目の感染注意報
47. 우유가 싫어요 牛乳が嫌い
48. 편식을 고치는 방법에 대하여 好き嫌いをなくす練習
49. 친구의 집은 어디일까? 友達の家はどこ?
50. 대왕바나나의 비밀 大王バナナの秘密
51. 아빠의 선물 父さんのプレゼント
52. 세 번째 동생 第4の子供
53. 안경이 뭐길래 メガネがほしい
54. 건강에 좋대요 健康のために
55. 그래 이 맛이야 これがまさに味わい
56. 은희의 생일 ウニの誕生日
57. 멋있어 지고 싶어 もっとかっこよくなりたい
58. 고라니 수사대 小鹿救急隊
59. 엄마의 춤바람 母さん 踊り狂う
60. 미스 리틀 코리아 ミスリトルコリア

### シーズン3
1. 뷔페 전쟁 食べ放題戦争／곤충 채집 昆虫採集
2. 태풍과 금두꺼비 台風と金のヒキガエル／즐거운 우리 집 楽しい家庭
3. 정의의 이름으로 正義の名のために／말썽왕국 いたずら王国
4. 청개구리 소동 カエル騒動／신발 없는 아이 靴のない子供
5. 브레드 자두 ブレッド ジャドゥ／오 마이 아이큐 オーマイIQ
6. 좋아해 君が好き／마술일까 개그일까 マジックはおかしい
7. 놀이동산에서 생긴 일 遊園地での出来事／내 방이 필요해 私の部屋がほしい
8. 미켈란자두 ミケランジャドゥ／슈퍼스타 スーパースター
9. 엄마 말씀을 들으면 자다가도 떡이 생긴다 母さんの話を聞いたら 寝ちゃってお雑煮を食べちゃう／나도 걸스카우트 私もガールスカウト
10. 인기투표 人気投票／엄마는 쉐프 母さんはシェフ
11. 아름다운 시절 美しい時／아빠, 이제는 끊어 봐요 父さん タバコをやめて
12. 말괄량이 길들이기 お転婆飼いならし話／크리스마스는 친구와 함께 クリスマスは友達と過ごしたい
13. 누룽지 이야기 ヌルンジの話／내 미래의 신랑감은 누구 私の未来の新郎は誰?

### シーズン4
1. 어쩌다 영웅 상편 突然にヒーロー (上編)
2. 어쩌다 영웅 중편 突然にヒーロー (中編)
3. 어쩌다 영웅 하편 突然にヒーロー (下編)
4. 자두 괴담 ジャドゥの怪談
5. 내 꿈은 개그맨 私の夢はコメディエンヌ／우사인 볼트처럼 ウサイン・ボルトように
6. 러브 스토리 LOVEストーリー／별게 다 부러운 소녀 なんともううらやましい女の子
7. 워킹맘 난향 씨 ワーキングマザーのナニャンさん／사랑은 움직이는 거야 愛はうごくの
8. 우리의 소원은 통일 わたしたちの願いは統一／빵아지는 내 친구 パンアジはわたしの友達
9. 학원 보내주세요! 塾に行かせてください！／아빠의 드림카 父のドリームカー
10. 남자의 계절 男の季節／실내화 소동 上靴騒ぎ
11. 미미언니 자두 ミミの姉ジャドゥ／어른이 되고 싶어요 大人になりたいです
12. 혈액형 소동 血液型騒動／공포의 기차 여행 恐怖の列車の旅
13. 삼촌의 소개팅 母方の叔父の合コン／웬만해선 그들을 막을 수 없다 ちょっとやそっとでは彼らを止められないよ
14. 다이어트가 필요해 ダイエットが必要だよ／아기 모임 コニ会
15. 자두 탐정단 ジャドゥ探偵団／돌아온 두두 帰ったドゥドゥ
16. 틀다 밴드 まちバンド